# 忘れ雪 (宝塚歌劇)
『忘れ雪』（わすれゆき）は、宝塚歌劇団のミュージカル作品。雪組公演。形式名は「バウ・ピュア・ストーリー」。2幕。
原作は新堂冬樹による同名の小説。脚本・演出は児玉明子。

## 解説
※『宝塚歌劇100年史（舞台編）』の宝塚バウホール公演参考。
瀕死の子犬を偶然拾い、回復を願う深雪の前に獣医を目指す桜木一希が通りかかり子犬を助ける。不思議な力に導かれた二人は次第に惹かれあうが、深雪の家庭環境により別れの時を迎え、七年後の同じ時間、同じ場所で再開を約束する。だが獣医師となり忙しい毎日を送る一希はその約束を忘れていた。愛し合っているのにすれ違う二人の、美しくも儚い純愛物語。『忘れ雪』初の舞台化作品。

## 公演期間と公演場所
- 2009年1月8日 - 1月18日　宝塚バウホール[1]
- 2009年1月23日 - 1月29日　日本青年館[1]

## 出演者
※宝塚バウホール・青年館共通。氏名の後ろに（）がなければ雪組所属者。
- 未沙のえる（専科）
- 飛鳥裕
- ゆり香紫保
- 音月桂
- 舞咲りん
- 奏乃はると
- 花帆杏奈
- 神麗華
- 穂月はるな
- 凰稀かなめ

- 真波そら
- 緒月遠麻
- 晴華みどり
- 鞠輝とわ
- 大湖せしる
- 彩夏涼
- 葵吹雪
- 祐輝千寿
- 沙月愛奈
- 涼瀬みうと

- 蓮城まこと
- 香綾しずる
- 梓晴輝
- 愛原実花
- 透真かずき
- 雛月乙葉
- 透水さらさ
- 彩凪翔
- 舞羽美海
- 帆風成海

## 主な配役
※宝塚バウホール・青年館共通。
- 桜木一希 - 音月桂

- 桜木清一郎 - 未沙のえる
- 鳴海善行 - 飛鳥裕
- 伯母 - ゆり香紫保
- 菊池四郎 - 奏乃はると
- 鳴海昌明 - 凰稀かなめ
- 南信一	- 真波そら
- 笹川宗光 - 緒月遠麻
- 深雪の母 - 晴華みどり
- 桜木満 - 大湖せしる
- 伯父 - 葵吹雪
- 須崎 - 祐輝千寿
- 中里信一 - 蓮城まこと
- 羽村 - 香綾しずる
- 金井静香 - 愛原実花
- 橘深雪	- 舞羽美海
- 桜木一希（高校時代）- 帆風成海